# Estación de Mortsel
La estación de Mortsel es una estación de tren belga situada en Mortsel, en la provincia de Amberes, región Flamenca.
Pertenece a la línea  de S-Trein Antwerpen y a la línea  de S-Trein Bruselas.

## Situación ferroviaria
La estación se encuentra en la línea línea 27 (Bruselas-Amberes).

## Intermodalidad
| Mortsel Station |                  |
| Autobuses de Amberes |                  |
| --- | ---------------- |
| \| Línea \| Recorrido \| \| ----- \| ---------------- \| \| 33 \| Ekeren ↔ Hoboken \| \| 51 \| Berchem ↔ Vremde \| \| 52 \| Berchem ↔ Duffel \| \| 53 \| Berchem ↔ Duffel \| |                  |
| Línea | Recorrido        |
| 33 | Ekeren ↔ Hoboken |
| 51 | Berchem ↔ Vremde |
| 52 | Berchem ↔ Duffel |
| 53 | Berchem ↔ Duffel |